# ミスマサコ
ミスマサコ（1960年4月12日 - ?）は、JRAに所属していた競走馬、繁殖牝馬。1963年の桜花賞を優勝。
馬齢は2000年まで使用されていた旧表記（数え年）を用いる。

## 経歴
父ライジングフレームは競走馬時代イギリスで2歳から4歳までに6勝を挙げ、重賞勝利はないが、セントジェームズパレスステークス2着、2000ギニー、ダービーステークスでそれぞれ5着と好走している。引退後の1951年にイギリスで種牡馬入りしたが、翌1952年すぐに競走馬輸入が解禁された日本の農林省によって購買され、1958年から1960年まで3年連続リーディングサイアーとなる。
母サスケハナはアメリカ産で毎日王冠を勝ち、1955年の啓衆社賞最優秀4歳牝馬に選出された。

### 戦績
1962年（3歳）夏の札幌で武田作十郎騎乗でデビュー勝ちするが、続く2戦は2桁人気の2桁着順でシーズンを終えた。1963年（4歳）は上田三千夫騎乗で京都40万下1着→中京4歳中距離特別（70万下）2着とし、3月の阪神オープンからは瀬戸口勉が主戦騎手となり、桜花賞で重賞初挑戦となった。桜花賞までの成績は6戦2勝と目立つものではなく、当日では25頭中15番人気と人気薄であったが、後に同年の最優秀4歳牝馬に選ばれるパスポートをゴール直前でクビ差捉えて、見事勝利。単勝5730円の大波乱となり、この配当は2021年現在も桜花賞史上に残る最高単勝配当記録。圧倒的1番人気スタンダードは片目の不利を克服できず最下位の25着に敗れた。ちなみに同年の桜花賞は長岡一也（当時・日本短波放送アナウンサー）のGI級レース・八大競走初実況となったが、実況中に解説の大川慶次郎は「ミスマサコ!ミスマサコ!」と叫んだ。その後は優駿牝馬を目指して東上し、トライアルの4歳牝馬特別は上田が騎乗して2着に入る。本番では6番人気に支持されるが、ゲート入りを嫌う馬がいて発走が遅れ波乱含みとなり、11着と大敗。秋は神戸杯2着が最高であった。1964年（5歳）は天皇賞 (春)に挑戦するが8着、続く京都記念 (春)はリュウフォーレルの3着と健闘。夏の小倉九州特別での勝利を最後に障害へ転向し、松田博資とのコンビで5戦3勝の成績を残す。クラシック優勝馬の入障はこれが史上3例目であり、他に1939年の桜花賞馬ソールレデイと阪神優駿牝馬優勝馬ホシホマレ、1965年の菊花賞馬ダイコーター、2010年の菊花賞馬ビッグウィークの4例がある。1965年（6歳）1月16日の京都第7競走障害特別に出走予定も、注射痕が発見され出走を取り消した。警察の捜査も1ヶ月で打ち切られ、犯人も見つからず、事件は迷宮入りとなった。3月20日の阪神障害オープンでの勝利を最後に引退。

### 引退後
引退後は1966年に繁殖入りし、5頭の産駒を残したが活躍馬は送り出せなかった。

## 競走成績
- 1962年（3戦1勝）
- 1963年（14戦2勝）
  - 1着 - 桜花賞
  - 2着 - 神戸杯、4歳牝馬特別
- 1964年（13戦4勝）
  - 1着 - 九州特別
  - 3着 - 京都記念 (春)
- 1965年（1戦1勝）

※太字は八大競走を含むGI級レース。